# ASK Ryga
ASK Ryga (Rīgas Armijas Sporta Klubs) – łotewski męski zespół koszykarski, powstały w 1931 roku. Rozwiązany w 1997 roku. Reaktywowany w 2004 roku, ponownie rozwiązany w 2009. Jeden z najlepszych koszykarskich klubów w Europie lat 50. XX wieku.

## Historia
Klub założono w 1931 roku. Początkowo grał w łotewskiej ekstraklasie, która funkcjonowała od 1924 roku. Koszykarze ASK sięgali po mistrzostwo kraju w 1939, 1940 oraz 1941 roku. Początkowo po anektowaniu Łotwy do Związku Radzieckiego ASK występowało wciąż w łotewskiej lidze, jednak po drugiej aneksji kraju przez Związek Radziecki, od 1945 roku, drużyna występowała w lidze tego kraju oraz rywalizowała o mistrzostwo Łotewskiej SRR.
ASK w najwyższej klasie rozgrywkowej ZSRR debiutowało w sezonie 1947/1948 zajmując 5. miejsce. W 1953 roku trenerem drużyny został Aleksander Gomelski, obecnie uważany za Ojca chrzestnego rosyjskiej koszykówki, jeden z najwybitniejszych trenerów w historii tego sportu. Pod jego wodzą ASK osiągnęło największe sukcesy: trzy mistrzostwa ZSRR w sezonach 1954–1955, 1956–1957 i 1957–1958 oraz trzy zwycięstwa w Pucharze Europy w latach 1957–1958 (inauguracyjny sezon), 1958–1959 oraz 1959–1960. Jedną z największych gwiazd ASK w tamtym okresie był łotewski gigant (podawany wzrost waha się od 218 do 224 centymetrów) Jānis Krūmiņš – trzykrotny mistrz Europy i trzykrotny srebrny medalista olimpijski w barwach ZSRR.
Klub przestał istnieć w latach 90., gdy na mocy porozumienia z BK Brocēni powstała drużyna ASK/Brocēni. W 2004 roku powstał nowy klub BK Ryga, który nawiązywał do historii ASK. 23 marca 2006 roku, za aprobatą władz Rygi oraz wojska (ASK jest skrótem od Armijas Sporta Klubs, pl. Wojskowy Klub Sportowy), a także przy wsparciu sponsorów BK Ryga przejęło i zaadaptowało nazwę ASK Ryga. W sezonie 2006/07, pierwszym pod nazwą ASK, drużyna sięgnęła po mistrzostwo Łotwy. Po sezonie 2008/09 klub ponownie przestał istnieć.

## Osiągnięcia
- Mistrzostwa Łotwy:
  - Mistrzostwo: 1939, 1940,1941, 2006/07
- Mistrzostwa Łotewskiej SRR:
  - Mistrzostwo: 1953, 1957, 1962, 1965, 1966, 1967, 1969, 1973, 1975, 1976, 1978, 1987, 1988
- Mistrzostwa ZSRR:
  - Mistrzostwo: 1954/55, 1956/57, 1957/58
  - Wicemistrzostwo: 1961/62, 1963/64
  - Brązowy medal: 1960/61
- Puchar Europy:
  - Mistrzostwo: 1957/58, 1958/59, 1959/60
  - Finał: 1960/61